# Vers
Et vers er en kort afsluttet del af en tekst, oftest poesi.
Vers kommer af latin "versus", som betyder "vending".
Forvirrende nok kan vers betegne to forskellige ting i et digt. Den oprindelige betydning er "linje", men i daglig tale bruges betegnelsen vers oftere om det, der i fagsprog hedder en strofe, nemlig et afsnit bestående af et antal tekstlinjer – almindeligvis 4-8, men det kan være helt ned til en linje og meget langt op. Et digt (eller en sang) indeholder sædvanligvis flere vers (strofer).
Normalt skrives vers med meget kortere linjer end prosa.
En særlig versetype er vers i biblen; disse ville i enhver anden tekst betegnes som et afsnit. Bibelvers er nummererede og numrene fastholdes ved alle oversættelser.